# بيتر فوكس (سياسي)
بيتر فوكس هو سياسي كندي، ولد في 31 مايو 1921، وتوفي في 3 يوليو 1989.